# Christian Ludwig Boxberg
Christian Ludwig Boxberg (24. dubna 1670, Sondershausen – 1. prosince 1729, Görlitz) byl německý hudební skladatel a varhaník.

## Život
Christian Ludwig Boxberg se narodil v durynském Sondershausenu 24. dubna 1670 v rodině dvorního varhaníka. Absolvoval Tomášskou školu v Lipsku (zkoušku dospělosti složil roku 1686). Své další hudební vzdělání obdržel patrně u tomášského kantora Johanna Schelleho a u vedoucího lipské a drážďanské opery Nicolause Adama Strungka, za jehož žáka se označil v předmluvě k opeře Amyntas und Phyllis. V letech 1692–1702 byl Boxberg varhaníkem v saském Großenhainu, kromě toho působil na různých místech jako vedoucí opery, operní skladatel, zpěvák a libretista. Když byla při otevření lipské opery v roce 1693 uvedena Strungkova Alceste, vystoupil jako zpěvák v tenorové roli veselého sluhy Lesba. Od roku 1694 až 1697 byl dvorním kapelníkem ve Wolfenbüttelu, v letech 1697–1698 zase v Ansbachu, v roce 1700 pak v Kasselu. V Ansbachu byly uvedeny jeho opery Orion, Die verschwiegene Treue a Sardanapalus, obě poslední jako první německojazyčné opery v dosud čistě italském repertoáru. Po Strungkově smrti roku 1700 vypukl vleklý spor o budoucnost scény a provozovací práva, v němž se Boxberg přidal na stranu architekta operního domu Sartoria, který však proces se Strungkovými potomky prohrál. Boxberg proto ukončil svou jevištní kariéru a v roce 1702 nastoupil na místo varhaníka při kostele sv. Petra a Pavla v Görlitz. Napříště se věnoval především chrámové hudbě, obzvláště skládání kantát. K vysvěcení nových zhořeleckých Slunečních varhan od Eugena Caspariniho roku 1703 vydal Boxberg spis s podrobným popisem tohoto nástroje. Svou žádost o místo varhaníka v Görlitz zdůvodnil přáním po méně rušném životě, než který vedl předtím jako dvorní vedoucí opery a operní skladatel. Toto přání se mu zřejmě vyplnilo, neboť zůstal v úřadě až do své smrti, která jej zastihla 1. prosince 1729.

## Dílo
Boxbergovy opery pokračují v tradici, kterou založil Nicolaus Adam Strungk. Přes použití německého jazyka nesou jevištní díla obou skladatelů zřetelné stopy italského stylu, obzvláště pak opery benátské. Z Boxbergovy jediné zachované opery Sardanapalus lze usoudit, že jeho síla tkví spíše v lehce srozumitelném lidovém výrazu než v melodické propracovanosti a odpovídajícímu utváření instrumentálních předeher a ritornell. Formálně toto dílo zcela následuje opery Pietra Antonia Cestiho. Také ve svých libretech se Boxberg úzce orientuje na italské předlohy. Boxbergovo kantátové dílo se na jedné straně skládá z velkoryse pojatých skladeb s vícero textově odlišnými větami a velkým obsazením, na straně druhé potom z chorálních kantát, volných biblických kanát a jednoduchých sólově obsazených kantát pro soprán a trio-sonátový doprovod. Hlavní část těch posledně jmenovaných sestává z jedné fráze následované strofickou písňovou árií se závěrečným opakováním fráze. Šest zbývajících kantát má podobu árií s jednou nebo dvěma melodiemi.

### Vokální hudba
- 55 kantát (prvních 35 patrně z let 1703–1704)
- Slavnostní kantáty k různým příležitostem (1703–1722)
- Ztracené kantáty pro Görlitz (dochovaly se jen texty)

### Jevištní díla
- Orion, 1697 (ztraceno)
- Die verschwiegene Treue, 1698 (ztraceno)
- Sardanapalus, 1698 (První scénické provedení v novější době uvedl v roce 2012 Ekhof-Theater v Gotě. Inscenace: Milo Pablo Momm, hudební vedení: Bernhard Epstein)

### Spisy
- Ausführliche Beschreibung der großen neuen Orgel in der Kirchen zu St. Petri und Pauli allhie zu Görlitz, Görlitz: Laurentius, 1704.

### Libreta
Libreta k operám N. C. Strungka, všechna z Lipska, hudba se nedochovala.
- Phocas, 1696
- Ixion, 1697
- Scipio und Hannibal, 1698
- Agrippina, 1699
- Erechtheus, 1700
- Amyntas und Phyllis, 1700
- Athanagilda, 1701

## Diskografie
- Bestelle Dein Haus. In: Deutsche Barock Kantaten (VI). Ricercar, 1990. 1 CD
- Ich bin die Tür zu den Schafen. In: Lusatia Superior. Raumklang, 1996. 1 CD
- Sardanapalus (Oper in deutscher Sprache 1698). PAN, 2014. 3 CD